# Eva Limiñana
Eva Limiñana Salaverri (Gualeguaychú, 22 de diciembre de 1895-Ciudad de México, 27 de septiembre de 1953), a veces acreditada como La Duquesa Olga, fue una pianista, guionista y cineasta chileno-argentina.

## Primeros años
Nació en Gualeguaychú, Entre Ríos y se crío en Chile. Su madre fue María de Limiñana. Estudió piano en el Conservatorio de Música de Santiago, y posteriormente realizó estudios en Berlín junto a Martin Krause y en Nueva York (cuando comenzó la Primera Guerra Mundial) junto a  Teresa Carreño.

## Carrera
Limiñana actuó en Nueva York como pianista en 1917, 1919, y 1920. Durante la década de 1920 tocó y grabó con la Orquesta Criolla Argentina. En 1931 realizó varias grabaciones musicales tocando el piano junto a su esposo, el cantante José Bohr. También escribió canciones con Bohr.
Limiñana escribió ocho películas: La sangre manda (1934), ¿Quién mató a Eva? (1934), Tu hijo (1935), Luponini de Chicago (1935), Por mis pistolas (1938), Una luz en mi camino (1939), Herencia macabra (1940). Escribió y produjo todas estas películas en México junto a José Bohr, quien también protagonizó y dirigió. Fue acreditada como "La Duquesa Olga". También produjo con él Sueños de amor (1935), Marihuana (El monstruo verde) (1936), Such Is Woman (1936) y El látigo (1939). Sus películas son descritas por un historiador de cine reciente como "desconcertantes, horribles, caóticas, extravagantes, barrocas y confusas".
En 1942, tras el divorcio de la pareja, escribió, dirigió y produjo su única película sin Bohr, Mi lupe y mi caballo (1944). Posterior a eso, se retiró del cine.

## Vida personal
Limiñana se casó con el cineasta y compositor chileno de origen alemán José Bohr (1901-1994) en 1925. Murió en 1953, en la Ciudad de México, a la edad de 57 años.
Fue la madre de Carmen Cecilia Pardo Limiñana y suegra de Pedro Gregorio Armendariz Hastings. 

## Otras fuentes
Hollywood Bohemia: The Roots of Progressive Politics in Rob Wagner's Script by Rob Leicester Wagner (Janaway Publishing, 2016). ISBN 978-1-59641-369-6